# Pont du détroit de Kurushima
Le pont du détroit de Kurushima (来島海峡大橋, Kurushima kaikyō ōhashi) est composé de trois ponts suspendus entre Imabari, l'île d'Umashima et Yoshiumi sur l'île d'Ōshima dans la (Préfecture d'Ehime) au Japon. Il intègre la Nishiseto Expressway qui relie les îles de Honshū et Shikoku dans la mer intérieure de Seto et franchit les 4 km du détroit de Kurushima.
L'ouvrage est le premier triple-pont suspendu et le plus long ensemble de ponts suspendus au monde avec une longueur totale de  4 105 m.

## Description
La voie express comporte 2 × 2 voies de circulation automobile de 3,50 m de largeur avec une vitesse maximale autorisée de 80 km/h et deux pistes cyclables/chemins piétonniers de 2,50 m chacun, la largeur totale du tablier est de 32,30 m.
Les trois ponts suspendus de l'ouvrage sont d'est en ouest :
- Premier pont du détroit de Kurushima (来島海峡第一大橋, Kurushima kaikyō daiichi ōhashi?), travée principale : 600 m, longueur totale : 950 m
- Deuxième pont du détroit de Kurushima (来島海峡第二大橋, Kurushima kaikyō daini ōhashi?), travée principale : 1 020 m, longueur totale : 1 515 m
- Troisième pont du détroit de Kurushima (来島海峡第三大橋, Kurushima kaikyō daisan ōhashi?), travée principale : 1 030 m, longueur totale : 1 570 m

Le tablier est constitué d'un caisson métallique de 4,30 m de largeur[réf. nécessaire] avec dalle orthotrope, la construction débuta le 10 septembre 1990 et le pont fut mis en service le 1er mai 1999,.

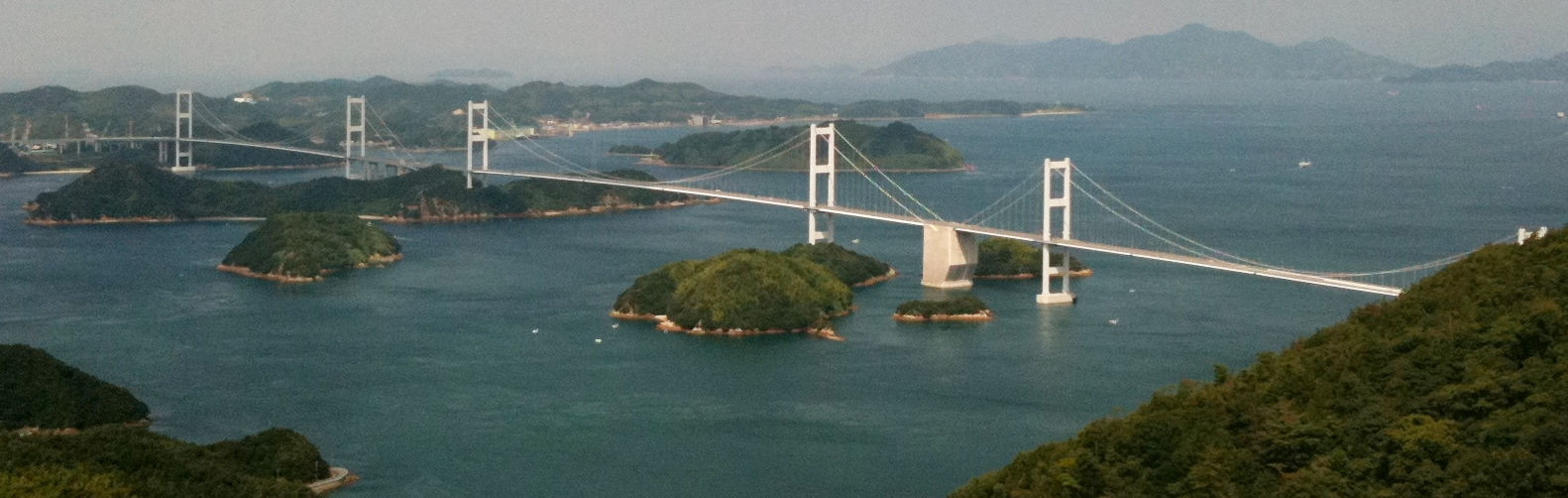
Vue panoramique du pont de Kurushima-Kaikyō

## Galerie

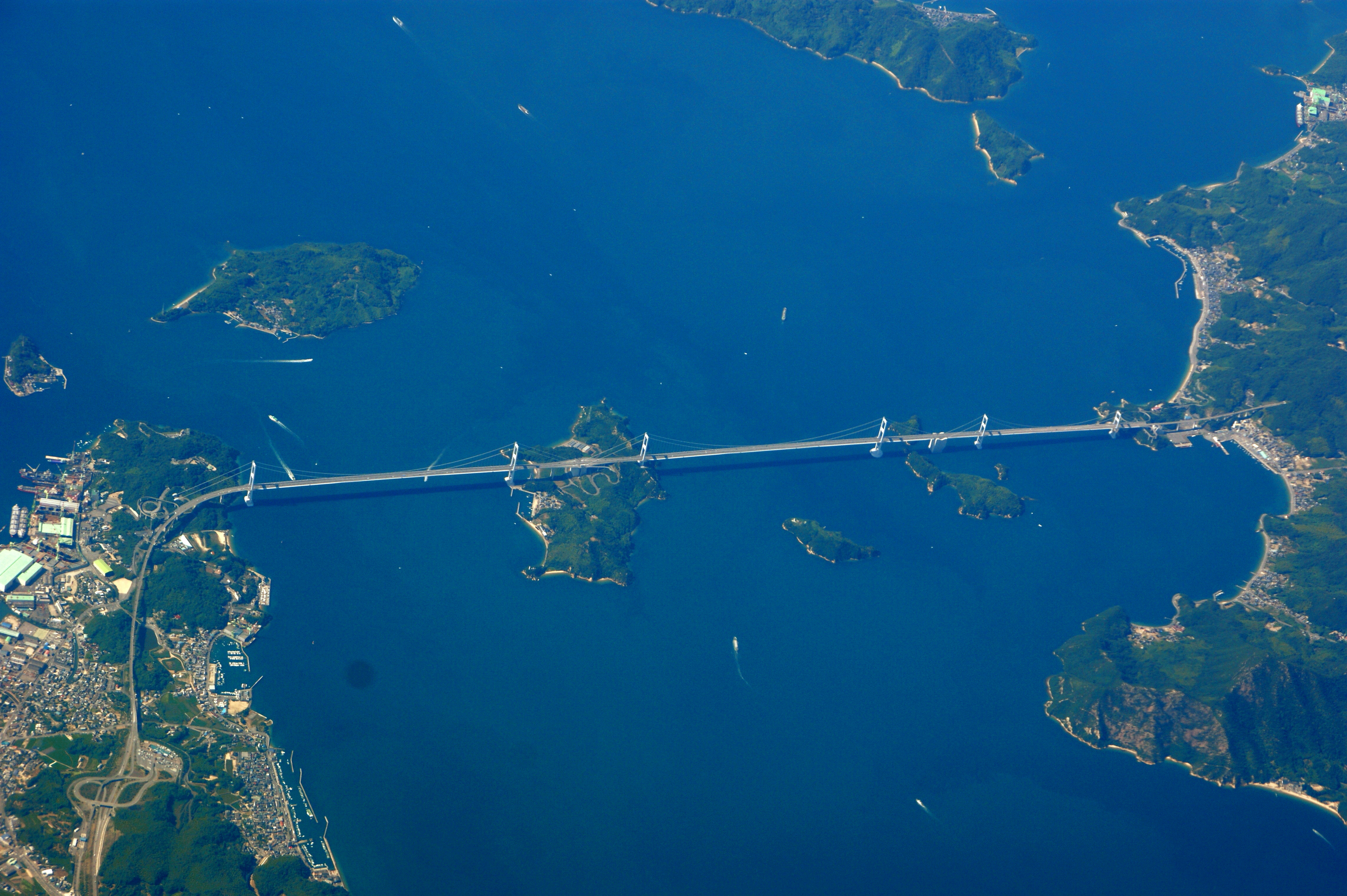
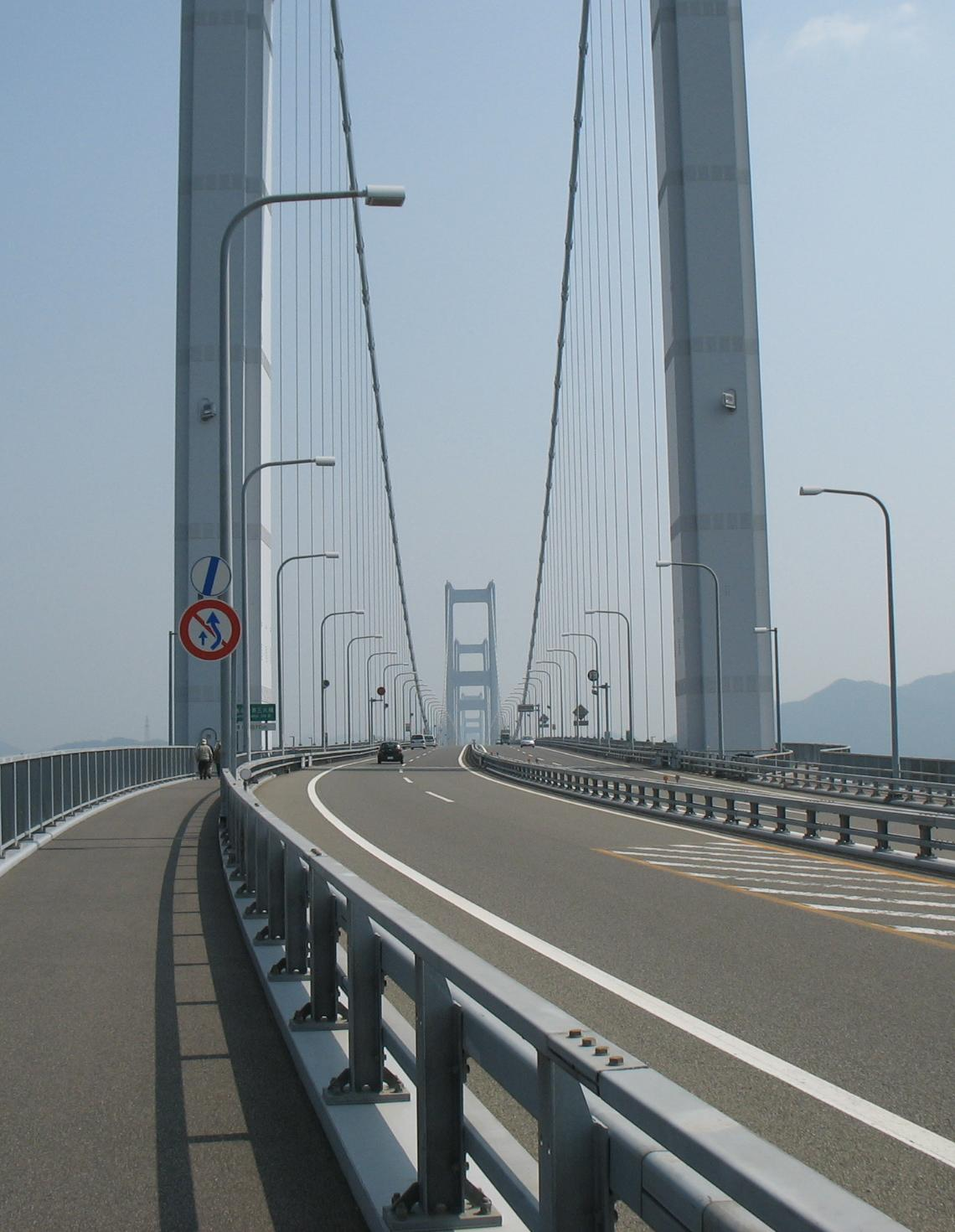
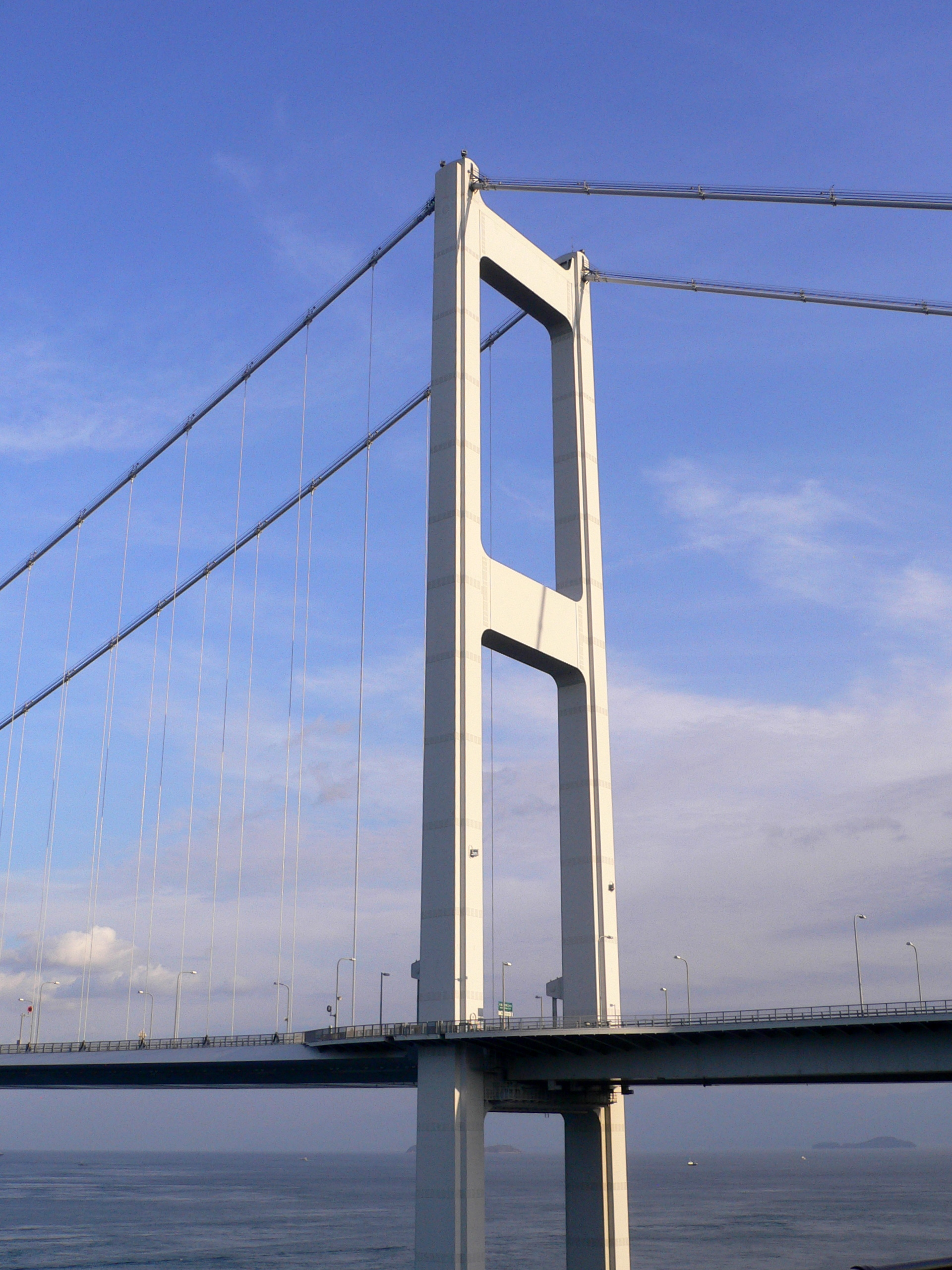
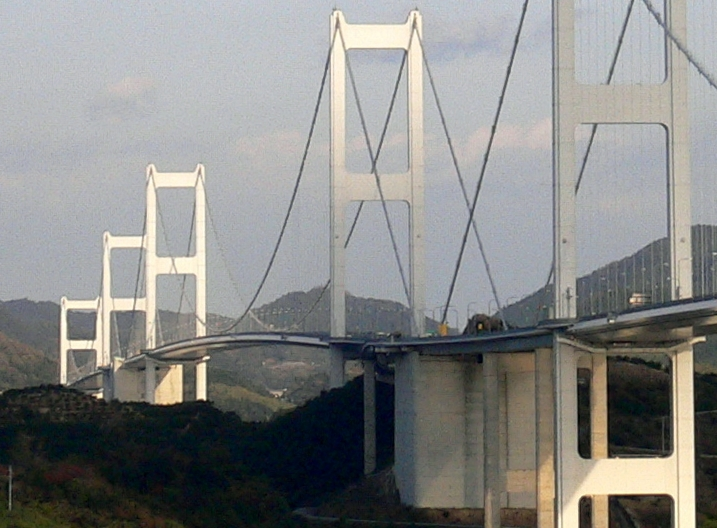